# EAST
EAST staat voor "Experimental Advanced Superconducting Tokamak" en is een experimentele kernfusiereactor die, net als ITER, is gebouwd voor onderzoek naar de mogelijkheden van stabiele productie van elektriciteit met behulp van kernfusie. De installatie staat in China.
Een van de belangrijkste verschillen met bestaande fusiereactoren is dat bij EAST (en in de toekomst ook bij ITER) volledig gebruik wordt gemaakt van supergeleidende magneetspoelen in plaats van deels conventionele magneten. Dit heeft als groot voordeel dat de magneten door hun geringe weerstand weinig warmte produceren en niet na een heel korte periode van productie alweer uit bedrijf moeten voor een afkoelingsperiode. Uiteindelijk hopen de Chinezen hiermee plasmastoten van 1000 seconden te kunnen maken. De bouw van EAST kostte 200 miljoen yuan (20 miljoen euro) en heeft acht jaar in beslag genomen. De reactor is van roestvrij staal, is ongeveer 12 meter hoog en heeft een massa van 400 ton.
In maart 2006 is de fusiereactor in bedrijf genomen en in september werden de eerste plasmatoestand bereikt. In februari 2007 werd een elektrische stroom gebruikt van 250 kA gedurende 5 seconden.
In februari 2016 bereikte deze reactor een plasma van 50 miljoen kelvin wat gedurende 102 seconden in stand werd gehouden. Niet de temperatuur is hierbij een record (dat staat op naam van de LHC) maar wel de duurtijd dat zo'n plasma stabiel kan gehouden worden. Het vorige record werd in Duitsland gevestigd en bedroeg slechts 0,25 seconden bij 80 miljoen graden.